# Grenville (Schiff, 1943)
HMS Grenville (R97) entstand im Zweiten Weltkrieg als Flottillenführer für die Zerstörer der U-Gruppe der britischen Zerstörer des War Emergency Programms. Gebaut wurde der Zerstörer bei Swan Hunter and Wigham Richardson Ltd. in Wallsend-on-Tyne unter der Baunummer 1669 und am 27. Mai 1943 in Dienst der Royal Navy übernommen.
Die Flottillenführer der S- bis Z-Gruppe („5th to 10th Emergency Flotilla“) der britischen Zerstörer des War Emergency Programms erhielten Namen von britischen Seeoffizieren aber ab der U-Gruppe mit abweichenden Anfangsbuchstaben gegenüber ihren Flottillenschiffen wie schon die ersten drei Flottillenführer der A- bis I-Klasse 1929/31. Sie kamen als Grenville (L U-Gruppe), Hardy (L V-), Kempenfelt (L W-), Myngs (L Z-Gruppe) in den Dienst der Royal Navy. Grenville, Hardy und Kempenfelt waren dazu Namen von Einheiten, die im Zweiten Weltkrieg verloren gegangen waren.
1953/54 wurde der Zerstörer zu einer U-Boot-Abwehr-Fregatte vom Typ 15 umgebaut. Ab 1966 wurde die Fregatte meist als Versuchsschiff eingesetzt, bis sie 1974 außer Dienst gestellt wurde. 1983 begann der Abbruch der Grenville als letzter britischer Type 15 frigate.

## Geschichte des ZerstörersGrenville

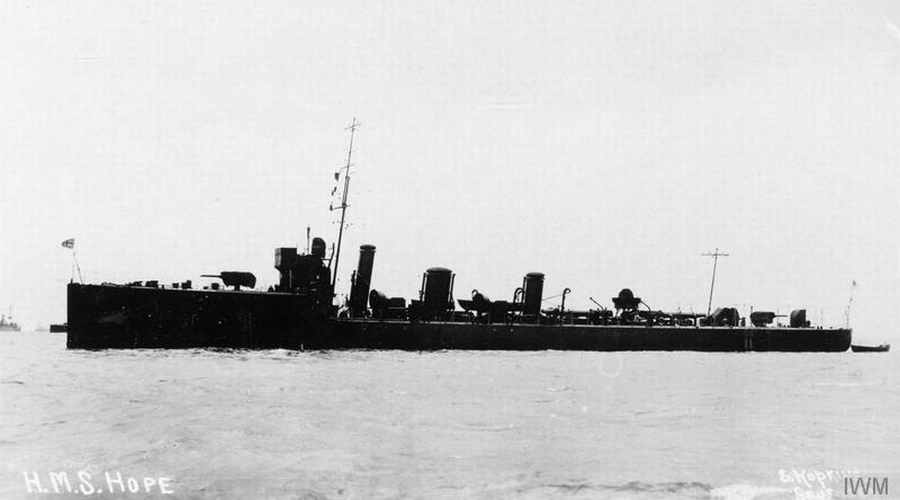
Die Hope, der erste von Swan Hunter gebaute Zerstörer

Am 12. Juni 1941 erhielt die Werft Swan Hunter and Wigham Richardson Aufträge für zwei weitere Zerstörer des War Emergency Type. Es war für die Bauwerft der 3. Auftrag für ein Zerstörerpaar der War Emergency Types nach Quality und Queenborough (BauNr. 1603/1605, Bau Oktober 1940 bis Dezember 1942) sowie Tuscan und Tyrian (BauNr. 1663/1665, Bau September 1941 bis April 1943).
Die Bauwerft am Tyne hatte 1911 mit der Hope der Acorn-Klasse erstmals einen Zerstörer für die Royal Navy geliefert und bis Anfang der zwanziger Jahre 37 Zerstörer verschiedener Klassen für die Royal Navy gefertigt.
Ab 1929 begann die Werft wieder mit dem Bau von Zerstörern für die Royal Navy. Nach dem Bau des Flottillenführers Codrington für die neue A-Klasse folgten bis zum Kriegsbeginn Aufträge fünf weitere Flottenzerstörer-Paare. Vorrangig entstanden auf der Werft an der Mündung des Tyne aber immer Handelsschiffe, von denen die Mauretania das bekannteste war, die von 1907 bis 1911 das größte Schiff der Welt war und die von 1909 bis 1929 Besitzerin des Blauen Bandes war.
Im Ersten Weltkrieg hatte die Werft mit dem Monitor Roberts und den Leichten Kreuzern Comus und Coventry erstmals auch größere Kriegsschiffe gefertigt. Ab 1933 setzte sich dies mit dem Aufträgen für die Leichten Kreuzer Phaeton, fertig als Sydney, und Edinburgh fort.

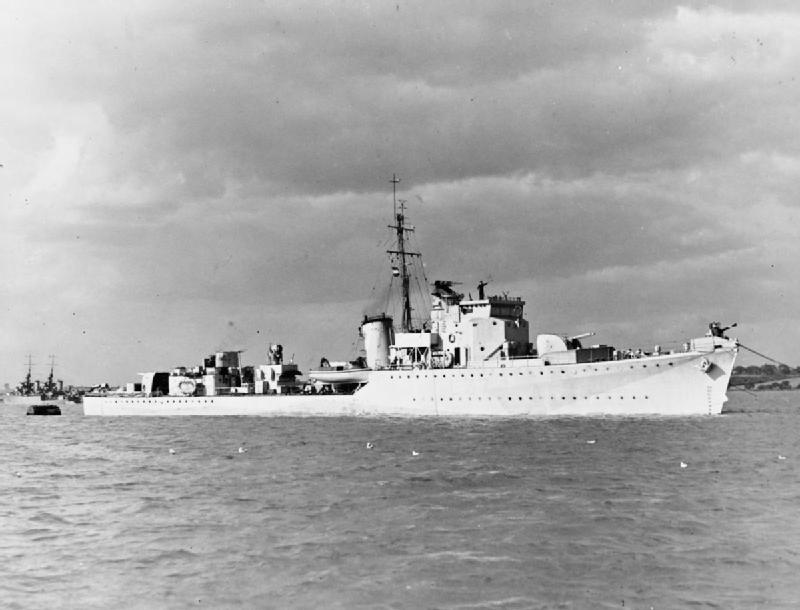
Die Hambledon, der erste Geleitzerstörer von Swan Hunter

Beim Kriegsbeginn 1939 waren bei Swan Hunter das Schlachtschiff Anson (fertig 22. Juni 1942) und die Kreuzer Mauritius (bereits vom Stapel, fertig 13. Dezember 1940) und Gambia (fertig 3. Februar 1942) in Bau; daneben aber auch vier Geleitzerstörer des neuen Hunt-Klasse. Von dieser Klasse baute die Werft neben den vier Schiffen vom Typ 1 zwischen Juni 1939 und Dezember 1940 noch acht Schiffe vom Typ 2 zwischen März 1940 und März 1942 und vier Schiffe vom Typ 3 zwischen April 1941 und Dezember 1942. Die Fertigstellung des Schlachtschiffs, der Kreuzer der Crown-Colony-Klasse (einschließlich weiterer Nachbauten) und der 16 Geleitzerstörer ließen den Bau neuer Zerstörer anfangs nicht zu. Erst bei der Vergabe der „3rd Emergency Flotilla“ Ende März 1940 erhielt die Werft am Tyne einen Auftrag für zwei Zerstörer, deren Kiellegung erst am 10. Oktober und 24. September 1940 unter den Baunummern 1603 bzw. 1605 erfolgte. Der Bau ging nur zögerlich voran, da Reparaturarbeiten nach den Kämpfen um Norwegen und den Evakuierungen aus Frankreich absoluten Vorrang hatten. Die Namen der beiden Zerstörer wurden erstmals für Schiffe der Royal Navy vergeben: Quality und das etwas früher auf Kiel gelegte Schwesterschiff Quadrant wurden erst am 7. September bzw. 26. November 1942 nach einer Bauzeit von 23 bzw. 25 Monaten abgeliefert. Trotz der Veränderungen an der Rumpfform konnte die Wert die nächsten Aufträge der „6th Emergency Flotilla“ für Tuscan und Tyrian in etwa 18 Monaten abwickeln.
Am 1. November 1941 erfolgte bei Swan Hunter in Wallsend die Kiellegung des Neubaus mit der Baunummer 1669, der am 12. Oktober 1942 vom Stapel lief und den Namen Grenville erhielt. Namensgeber der Grenville war Vizeadmiral Sir Richard Grenville (1541–1591), dessen Namen zuletzt der Flottillenführer Grenville geführt hatte, der am 19. Januar 1940 schon früh im Zweiten Weltkrieg durch einen Minentreffer verloren gegangen war; 77 Besatzungsangehörige hatten dabei ihr Leben verloren.
Am 27. Mai 1943 übernahm dann die Royal Navy die neue Grenville für den Dienst bei der Home Fleet als 6. Zerstörer der neuen Variante des War Emergency Destroyers nach zwei Zerstörern von John Brown, den ebenfalls bei Swan Hunter gebauten Tuscan und Tyrian sowie der von Cammell Laird gebauten Scorpion. Dass die Fertigstellung des dritten Zerstörerpaares durch Swan Hunter wieder etwas länger dauerte, lag an der späten Anlieferung der neuen Feuerleitanlage für diese Schiffe. Die Flottillenboote wurden zwischen dem 30. Juni 1943 (Ulster von Swan Hunter) und dem 3. März 1944 (Undaunted von Cammell Laird) abgeliefert. In diesem Zeitraum hatte Swan Hunter mit der am 10. September 1943 abgelieferten Vigilant (R93) und am 5. November 1943 fertig gestellten Virago (R75) die restlichen Bauaufträge der Werft zu diesem Typ abgewickelt. Die Bauwerft war am Bau der „9th bis 14th Emergency Flotilla“ (W-, Z-, Ca-, Ch-, Co-, Cr-Flottillen) nicht mehr beteiligt, sondern wurde in die Entwicklung und den Bau der größeren Zerstörer der Battle-Klasse eingebunden. Von diesem Typ wurden nur fünf Schiffe bis zum Kriegsende fertiggestellt, aber nur die von Swan Hunter gebaute Barfleur kam noch zum Kriegseinsatz vor Japan.

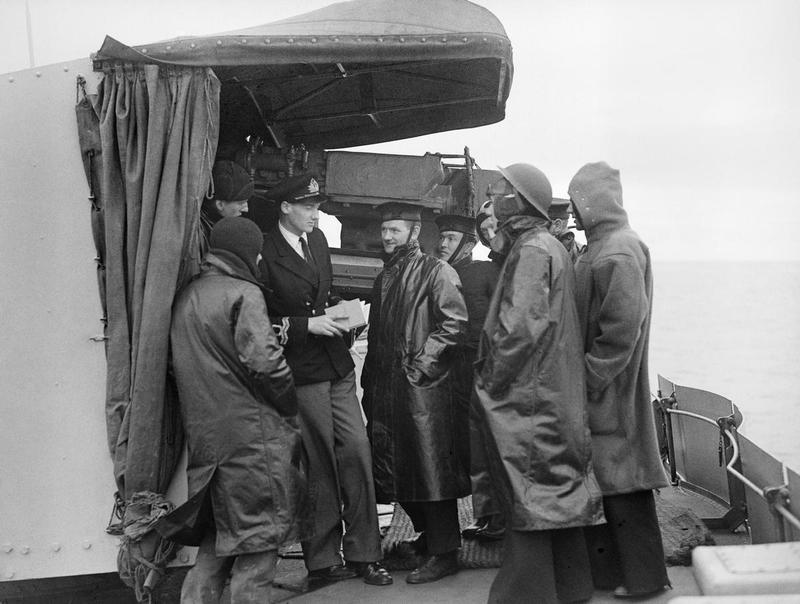
1.Hilfe-Unterricht während des Vorstosses nach Norwegen

### Einsätze
Anfang Juli 1943 erfolgte der erste Einsatz der neuen Grenville mit der Home Fleet sowie einer US Task Force, um die Deutschen von der Landung der Alliierten auf Sizilien abzulenken. Dieser Vorstoß mit den Schlachtschiffen Anson, Duke of York, Malaya sowie der South Dakota und Alabama der US Navy wurde aber von der deutschen Aufklärung nicht erkannt. Ein zweiter Vorstoß gegen Ende des Monats (Operation Governor) wurde von den Deutschen erkannt und die Briten konnten fünf deutsche BV 138 Aufklärungs-Flugboote abschießen; die schweren deutschen Marine-Einheiten liefen jedoch nicht aus.

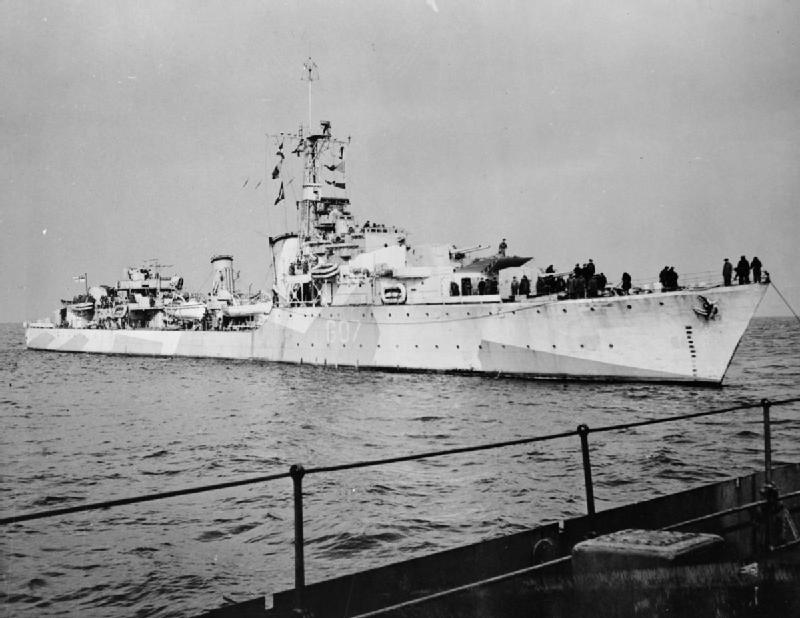
Die Athabaskan (G07)

Am 26. August übernahmen die Grenville zusammen mit der Athabaskan und vor der Biscaya mit der 1. Support Group, zu der die Sloops Pelican und Egret sowie die Fregatten Jed, Rother, Spey und Evenlode gehörten, die Jagd auf die deutschen U-Boote während Aus- und Einlaufens zu ihren Einsatzhäfen in Westfrankreich. Die beiden Zerstörer ersetzten den zuvor als Rückhalt gegen deutsche Überwasserstreitkräfte eingesetzten Kreuzer Bermuda. Inzwischen war durch Ultra-Entzifferungen bekannt, dass die Deutschen erneut ein neues Waffensystem einsetzen würden und die Egret sowie die Grenville wurden darauf vorbereitet. Der erste Einsatz der Hs 293-Lenkwaffe erfolgte am 25. August 1943 und beschädigte die britische Sloops Bideford (1 Toter / 16 Schwerverletzte) und HMS Landguard ex USCGC Shoshone. Als am 28. Juli achtzehn Do 217-Bomber der Luftwaffe die Briten angriffen, wurde die Egret mit einer Hs 293-Lenkwaffe getroffen und explodierte sofort (197 Tote). Auch die Athabascan wurde von einem der Flugkörper getroffen, der glücklicherweise das Schiff durchschlug, ehe er zündete. So konnte der Zerstörer noch 35 Seeleute der Egret retten und schwer beschädigt Großbritannien erreichen. Sechs Maschinen griffen die Grenville an, die mit schnellen Ausweichmanövern Schäden vermeiden konnte, während ein eingeschifftes Kamerateam die Angriffe filmte. Nach diesem Angriff stellten die Briten ihrer Operation gegen die U-Boot-Marschrouten vorerst ein.
siehe auch: Ende der Egret
Auch in den folgenden Monaten blieb die Grenville gegen deutsche Bewegungen an der französischen Küste im Einsatz (0peration Tunnel).
Dabei kam es in der Nacht zum 4. Oktober zu einem Seegefecht der deutschen 4. T-Flottille mit T 23, T 22, T 25 und T 27 vor Les Sept Îles mit der Grenville und der Ulster sowie vier Geleitzerstörern der Hunt-Klasse. Beide Zerstörer erhielten Treffer, mit je einem Toten.
Ende Oktober 1943 endete eine Kontrollfahrt der Grenville mit dem Kreuzer Charybdis und weiteren Einheiten sehr verlustreich, als die Charybdis (464 Tote) und der Geleitzerstörer Limbourne (40 Tote) durch deutsche (Flottentorpedoboote) versenkt wurden.
siehe → T 23- Einsätze 1943 und siehe →HMS Charybdis (88) → Verlust
Von November 1943 bis Mai 1944 wurde die Grenville im Mittelmeer in der 24th Destroyer Flotilla (Flottillenführer HMS Troubridge) der Mediterranean Fleet eingesetzt. Am 3. Dezember 1943 lief der Zerstörer zum Auftanken Bari an, das am Abend zuvor von deutschen Ju 88-Bombern Bombern angegriffen worden war. Im Hafen herrschte Chaos, da die Angreifer nicht nur etliche Schiffe versenkt hatten. Sie hatten auch Munitionstransporter getroffen, die explodierten und den US-amerikanischen Frachter John Harvey versenkten, der mit Senfgas-Granaten beladen war, welches austrat und Teile des Hafens verseuchte.
siehe → Senfgas → Zweiter Weltkrieg
Bei der Landung der Alliierten nahe Anzio gehörte die Grenville zu den Sicherungs- und Unterstützungskräften bei der Landung und in den ersten Tagen danach.
Ab Mai 1944 bereitete sich der nach Großbritannien zurückgekehrte Zerstörer auf den Einsatz bei der alliierten Invasion in der Normandie vor. Als die Operation am 6. Juni 1944 begann, wurde die Grenville der Force K, die den Landungsabschnitt Gold sicherte, zugeteilt. Als Führungszerstörer der 25. Flottille wurde sie zusammen mit allen Zerstörern der U-Gruppe (Ulster, Ulysses, Undaunted, Undine, Urania, Urchin, Ursa) und Jervis zusammen mit den britischen Kreuzern Argonaut, Orion, Ajax und Emerald sowie dem niederländischen Kanonenboot Flores und den Hunt-Zerstörern Cattistock, Cottesmore, Pytchley und Krakowiak dort eingesetzt.

#### Einsätze bei der Eastern und Pacific Fleet
Nach einer Überholung am Humber wurde die Grenville in den Indischen Ozean verlegt, wo sie im Januar 1945 mit anderen Zerstörern der U-Gruppe die 26th Destroyer Flotilla bildete, die zur neu gebildeten British Pacific Fleet treten sollte. Vor der eigentlichen Verlegung sicherte die Grenville mit der Urania, der Undaunted, der Undine und der Ursa sowie der Kempenfelt, der Whelp und der Wager einen Vorstoß des 1. Träger-Geschwaders unter Konteradmiral Vian mit den Trägern Indomitable, Victorious, Indefatigable gegen die Ölraffinerien von Pangkalan-Brandan (NO-Sumatra). Zum Einsatz kamen Avenger-Bomber und zu deren Sicherung Hellcat- und Corsair-Jäger.
Zu weiteren Angriffen gegen die Ölindustrie auf Sumatra während der Überführung zum Pazifik ab dem 16. Januar 1945
siehe → Indomitable (R92) → Indischer Ozean und Pazifik
Am 4. Februar 1945 traf die als TF.63 bezeichnete British Pacific Fleet mit dem Schlachtschiff King George V den Trägern Indomitable, Indefatigable, Victorious, Illustrious, vier Kreuzern und elf Zerstörern in Fremantle ein. Nach den Angriffen auf die Ölindustrie auf Sumatra und auf japanische Luftbasen während der Überführung in den Pazifik ergänzte der britische Verband seine Vorräte in Sydney, um dann den Angriff der Amerikaner auf Okinawa während Operation Iceberg zu unterstützen.
Am 23. März 1945 lief die britische Pacific Fleet von Ulithi um als Task Force 57 unter Vizeadmiral Vian mit den Trägern Indomitable, Victorious, Illustrious, Indefatigable, zwei Schlachtschiffen, fünf Kreuzern, der Grenville und weiteren zehn Zerstörern am 26. und 27. Mai die Sakishima-Gunto-Inselgruppe der südlichen Ryūkyū-Inseln zur Neutralisierung der dort gelegenen Flugplätze an. Versorgt durch eine britische Gruppe von zwei Geleitträgern, zwei Sloops, einer Fregatte und drei Tankern. Dazu wurden zwei Zerstörer in der Angriffsgruppe ausgetauscht. Am 31. wurden die Neutralisierungsangriffe gegen Sakishima Gunto wieder aufgenommen.
Nach den ersten Vorbereitungsangriffen verließ die britische Task Force 57 am 1. Mai Leyte mit den vier Trägern Indomitable, Victorious, Formidable, Indefatigable, zwei Schlachtschiffen, fünf Kreuzern, der Grenville und dreizehn weiteren Zerstörern, um weiter die Sakashima-Gunto-Gruppe anzugreifen. Die Schlachtschiffe, Kreuzer und sieben Zerstörer beschossen die Inseln und Flugplätze auch mit Artillerie. Zur Versorgung der Task Force stand eine britische Versorgungsgruppe mit Tankern, Munitionsschiffen, vier Transport-Geleitträgern zur Verfügung, die von vier Zerstörern, fünf Sloops, drei Fregatten und drei australischen Minensuchkorvetten gesichert wurde. Die Versorgungen erfolgten meist nach drei Tagen.
Während der britischen Versorgungen setzten vier US-Geleitträger der Task Group 52.1.3 die Angriffe auf die Japaner fort.
Durch japanische Kamikaze-Treffer wurden die Träger Indomitable und Victorious beschädigt während die Formidable nach Treffern abgezogen werden musste.
Im Juli 1945 versuchte die US-Navy mit der Trägerflotte die Japanischen Hauptinseln anzugreifen. Der erste Großangriff der amerikanischen Trägerflotte erfolgte am 10. Juli mit über 1000 Flugzeugen. Am 16. stieß die britische Task Force 37 unter den Vizeadmiralen Rawlings und Vian mit den Trägern Victorious, Formidable, Implacable, dem Schlachtschiff King George V, sechs Kreuzern, der Grenville und vierzehn weiteren Zerstörern zum Verband. Am 17. und 18. Juli führten die amerikanischen und britischen Träger schwere Angriffe gegen den Raum Tokio-Yokohama durch.
Nach einer erneuten Versorgung am 2. und 3. August fuhr die US Task Force 38 mit der britischen Task Force 37 nach Norden. Taifune verhinderten mehrere Tage lang Angriffe auf Ziele in Japan. Der britische Verband bestand aus den Trägern Victorious, Indefatigable, Formidable, Implacable, den Schlachtschiffen Duke of York mit dem CINC der British Pacific Fleet, Admiral Fraser, an Bord und der King George V, den Kreuzern Achilles (RNZN), Gambia (RNZN), Newfoundland, Argonaut, Black Prince und Euryalus sowie den Zerstörern Grenville, Ulysses, Undaunted, Undine, Urania, Urchin, Troubridge, Teazer, Tenacious, Termagant, Wrangler, Wakeful und der Barfleur sowie den australischen Zerstörern Quadrant, Quality, Quiberon und Quickmatch.
Am 9. August erfolgten Angriffe auf Flugplätze und Schiffsziele in Nord-Honshu und Hokkaido. 251 japanische Flugzeuge wurden zerstört. Eine Kampfgruppe mit den Kreuzern Newfoundland und Gambia sowie den Zerstören Terpsichore, Termagant und Tenacious beschoss Kamaishi auf Honshu. Am 10. August erfolgten weitere Luftangriffe auf Nord-Honshu.
Am 12. August kehrte die britische Task Force 37 mit der Masse der Schiffe nach Seeadler Harbor auf Manus zurück, nur der Träger Indefatigable, das Schlachtschiff King George V, die Kreuzer Gambia und Newfoundland und die Zerstörer Wakeful, Wrangler, Troubridge, Termagant, Tenacious und Teazer sowie die Barfleur und die australischen Napier und Nizam blieben vor Japan und bildeten die neue Kampfgruppe TG.38.5.
Am 15. August befahl der CINCPAC, Flottenadmiral Nimitz die Einstellung der Kampfhandlungen.
Die Grenville verblieb im Pazifik bis ins Jahr 1946 und sendete – wie viele andere Kriegsschiffe – private australische Rundfunkprogramme über Kurzwelle.
Die Grenville kehrte 1946 nach Portsmouth zurück, wurde außer Dienst gestellt und der Reserve zugeteilt. 1951 wurde der Zerstörer für die Plymouth Local Flotilla wieder in Dienst gestellt und als Zielschiff für Flugzeuge ab Oktober 1951 genutzt.
Sie kollidierte dann mit der italienischen Alceo vor Start Point, Devon, wobei sieben Mann ums Leben kamen.
Nach notwendiger Reparatur wurde der Zerstörer am 5. August 1952 nochmals in Dienst gestellt.

## Umbau zur U-Jagd-Fregatte

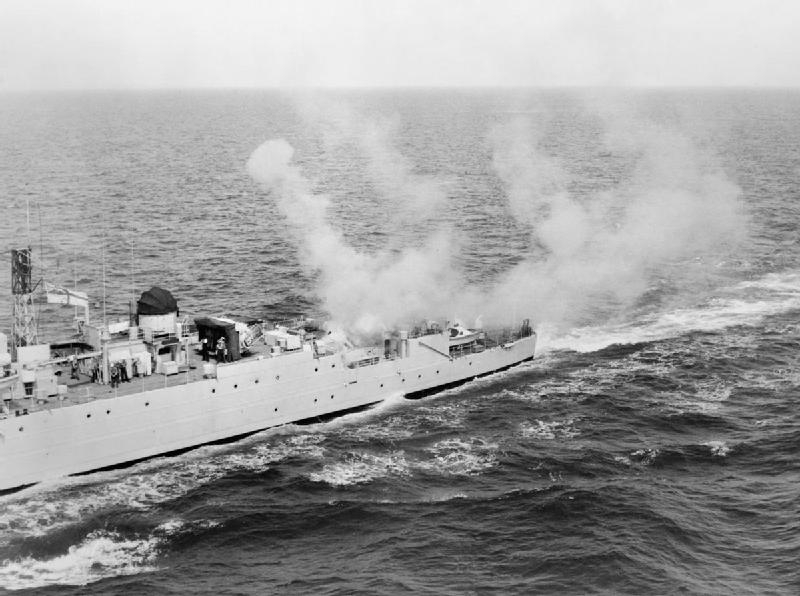
Grenville feuert mit dem Limbo-Werfer nach Umbau zur U-JGd-Fregatte

1953 begann in Chatham der Umbau der Grenville zu einer Schnellen U-Abwehr-Fregatte vom Typ 15. Wie bei den anderen Umbauten dieses Typs wurden Aufbauten, Bewaffnung und Sensorik komplett entfernt und durch Neuteile ersetzt. Hauptbewaffnung der umgebauten Zerstörer wurden die Limbo-Werfer.
Am 19. März 1954 wurde die Grenville als Führer der 2nd Training Squadron in Portland wieder in Dienst gestellt. 1957 erhielt die Fregatte zur Erprobung ein Hubschrauber-Landedeck für Tests mit dem Fairey Ultra-light Helicopter.

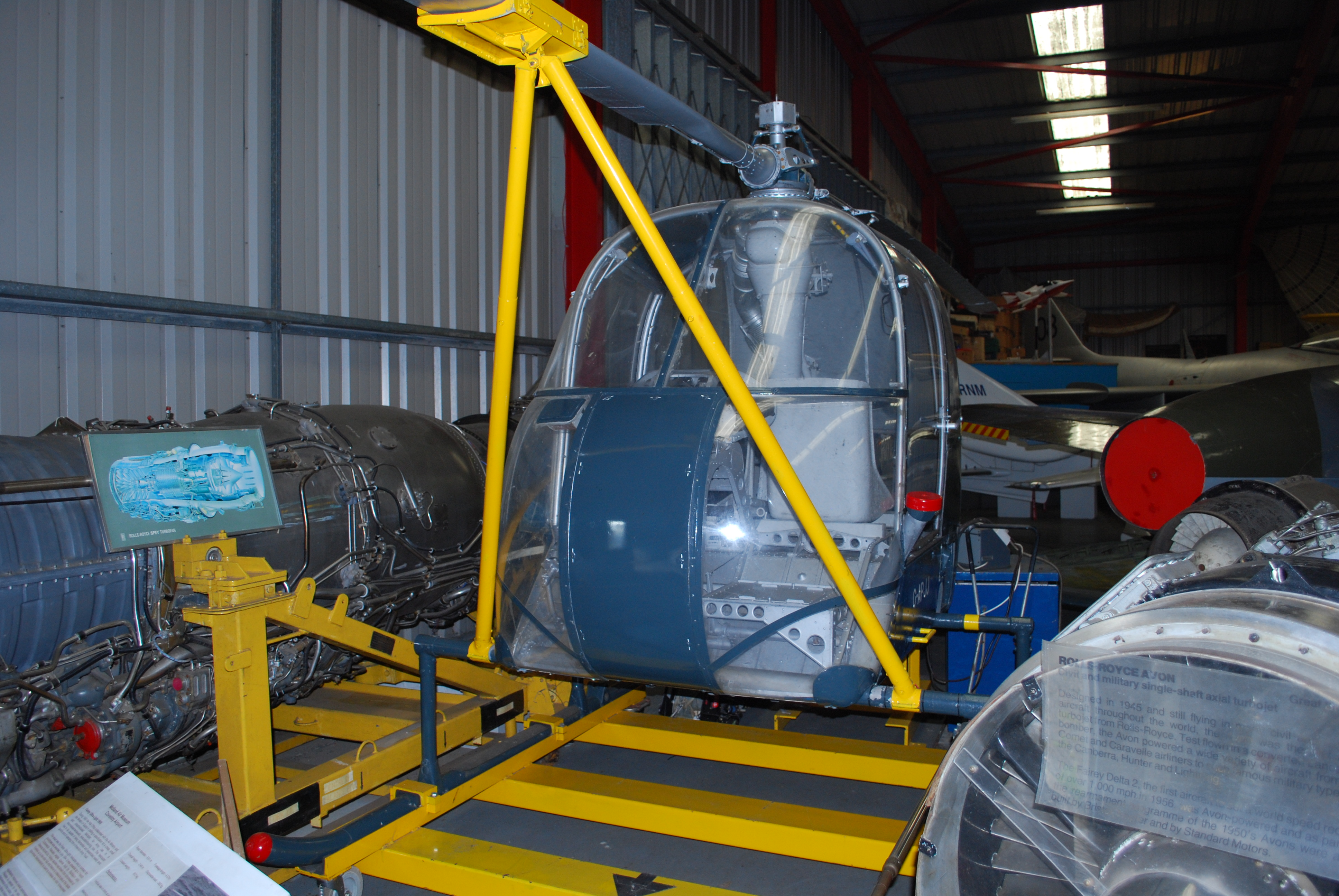
Fairey Ultra-light

Im Dezember 1958 ersetzte die Grenville den Nachkriegsbau Torquay in der 5th Frigate Squadron. Zwischen 1960 und 1964 lag die Fregatte in Gibraltar in Reserve. Im Juni 1966 wurde das Schiff nach Portsmouth geschleppt und mit einem dritten Mast für die Erprobung eines zusätzlichen Luftüberwachungs-Radars ausgestattet. Das neue Radar sollte auf den künftigen Trägern der Invincible-Klasse zum Einsatz kommen. In dieser Form nahm das Schiff 1967 an den Portsmouth Navy Days teil. 1969 ersetzte die Grenville die Wakeful in der 2nd Frigate Squadron und nahm 1970 erneut an den Portsmouth Navy Days teil. Inzwischen gehörte die Fregatte als Versuchsschiff dem Admiralty Surface Weapons Establishment(ASWE).
1974 wurde die Grenville außer Dienst gestellt und in Portsmouth aufgelegt. Ab 1983 wurde das Schiff dann als letztes seiner Klasse abgewrackt.